# Lomaspilis pollutaria
Lomaspilis pollutaria là một loài bướm đêm trong họ Geometridae.